# Бушовце
Бушовце (слч. Bušovce) насељено је мјесто са административним статусом сеоске општине (слч. obec) у округу Кежмарок, у Прешовском крају, Словачка Република.

## Становништво
| Година:    | 1994. | 2004.   | 2014.   | 2024.   |
| ---------- | ----- | ------- | ------- | ------- |
| Број људи: | 319   | 317     | 308     | 292     |
| Разлика:   |       | -0,62 % | -2,83 % | -5,19 % |

| Година:    | 2023. | 2024.   |
| ---------- | ----- | ------- |
| Број људи: | 296   | 292     |
| Разлика:   |       | -1,35 % |

Према подацима о броју становника из 2011. године насеље је имало 313 становника.